# Vittjar
Vittjar is een studioalbum van Kaipa. In tegenstelling tot de voorafgaande albums van Kaipa kreeg dit album een Zweedse titel mee. Volgens Reingold betekent Vittjar iets in de trant van het "bekijken en leegmaken van een leefnet na een partijtje vissen". De muziek van Kaipa schoof met dit album meer de richting folk op met viool en blokfluit. Die folk verscheen in de combinatie met progressieve rock, die vrij technisch van aard is (in de traditie van Yes). 

## Musici
- Hans Lundin – toetsinstrumenten, zang
- Per Nilsson - gitaar (van Scar Symmetry)
- Morgan Ågren – slagwerk
- Jonas Reingold – basgitaar
- Patrik Lundström – zang
- Aleena Gibson – zang

Met
- Fredrik Lindqvist – blokfluit en fluitjes (2, 3 en 7)
- Elin Rubinsztein – viool (2, 4, 6, 7)

## Muziek
| Nr. | Titel                    | Duur  |
| --- | ------------------------ | ----- |
| 1.  | First distraction        | 3:00  |
| 2.  | Lightblue and green      | 11:59 |
| 3.  | Our silent ballroom band | 22:08 |
| 4.  | Vittjar                  | 3:47  |
| 5.  | Treasure-house           | 7:32  |
| 6.  | A universe of tinyness   | 7;22  |
| 7.  | The crowned hillside     | 10:31 |
| 8.  | Second distraction       | 2:20  |